# Prunus hypotricha
Prunus hypotricha är en rosväxtart som beskrevs av Alfred Rehder. Prunus hypotricha ingår i släktet prunusar, och familjen rosväxter. Inga underarter finns listade i Catalogue of Life.